# 上海交響楽団
上海交響楽団（しゃんはいこうきょうがくだん、簡体字中国語: 上海交响乐团、英語: Shanghai Symphony Orchestra、英文略称：SSO）は、中国の上海市に本拠を置く、1879年設立のオーケストラである。

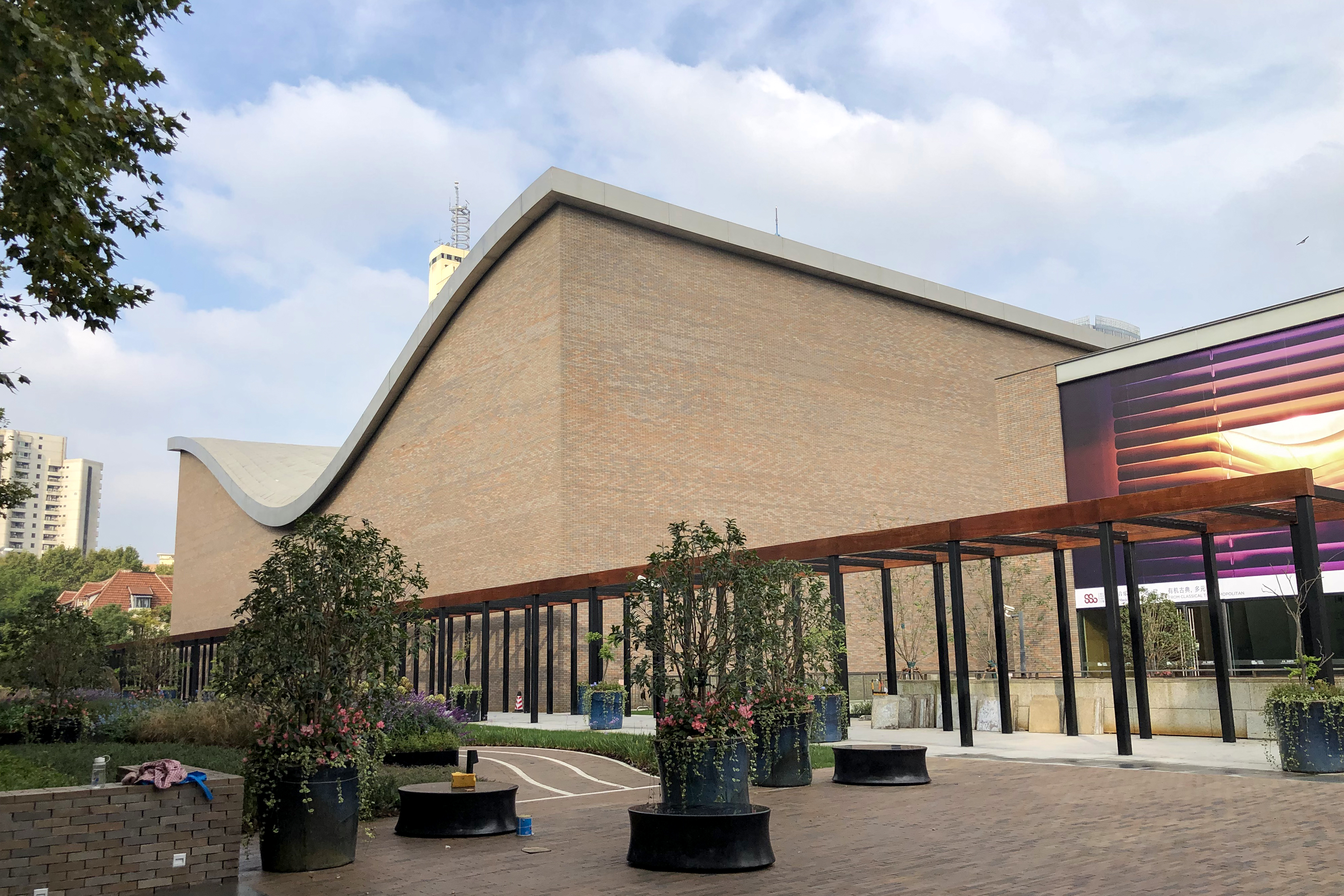
磯崎新設計の上海シンフォニーホール

## 設立と発展
上海に成立した共同租界においては、1870年代から外国人住民による娯楽活動が盛んになり、音楽が必要な場面が増えていた。1879年に住民の求めに応じて、上海娯楽基金の援助によってフィリピン人音楽家を雇用し、「上海パブリックバンド」が結成された。上海初のプロ楽団で、パブリック・ガーデンでの野外演奏や、アマチュア演劇クラブの伴奏などを行なった。1881年から工部局の一組織として、市民の税金で運営されるようになり、以後、上海租界（共同租界・フランス租界の総称）を代表する文化団体として知られるようになる。

## 国際都市上海の中で
このパブリックバンドが、20世紀に入ってドイツから招聘した演奏家を各パートに配置し、ブラスバンドからオーケストラへの脱皮を図るようになる。1922年に「工部局交響楽隊」（Shanghai Municipal Orchestra）と改称し、イタリア人指揮者マリオ・パーチ（1878年～1946年）のもと本格的オーケストラとしてスタートすると、次々にロシア人演奏者を採用した。1924年には徳川頼貞か日本に招聘する計画を立て、パーチと交渉したが、日程が合わず実現しなかった。当時「西洋音楽を演奏するには、フィリピン人よりも西洋人がふさわしい」という考え方が根強く、1920年代末にはメンバーの6割がロシア人になった。当時、上海にやってきたロシア人の中には、ロシア革命前からサンクト・ペテルブルクやモスクワの音楽院などで高度な専門教育を受けた、演奏家や教育者としてキャリアを積んでいた者も多かった。すぐれた指揮者の指導と、それに応え得る団員達により、「極東一」と言われるほどの演奏水準を誇った。1934年には唯一の日本人団員として長崎出身のヴィオラ奏者・高木辰男が加入した。高木はニコライ・ラッセル（ru:Судзиловский, Николай Константинович）と高木トモとの子で、東洋音楽学校を経てハルピンでヨゼフ・ケーニヒに師事して演奏活動をしていた。また租界に住むロシア人ピアニストや声楽家などが頻繁にソリストとして舞台に立ち、演奏会の曲目も多様になっていく。
1936年4月、合唱団として「ロシアン・コーラル・ソサイエティ」が参加し、ベートーヴェンの「第九」が上海初演された。さらに1939年11月の「水晶の夜」事件ののち、多くのユダヤ人難民がシンガポール経由で上海に辿り着いたが、このユダヤ人難民の中では、音楽家が相当の割合を占めていた。難民救済委員会が行った職業登録の統計によれば、5120人のうち260人が音楽家だった。かつてケルン室内管弦楽団の首席チェリストを務めたこともあるヴァルター・ヨアヒムは、当時工部局交響楽隊のコンサートマスターだったアリーゴ・フォアの目に留まり、上海交響楽隊に入団することになった。団員は工部局の正規の職員であるから、難民にとっては願ってもないポストであった。

## 日本軍占領下の歴史
1941年12月8日、日本軍は蘇州河を越えて共同租界に進駐した。これ以降の上海の日本軍の占領期にあっても、上海の人口の大半を占める中国人の目を、戦争という現実からそらすため、日本軍は「文化工作」に着手していた。工部局交響楽隊も「文化工作」の一環として、市民の税金で運営される上海の数少ない公的文化財団の一つとしての活動を続けた。しかし、多額の運営費がかかるため、しばし納税者会議でも存続が議論されており、一部の日本人は交響楽隊が少数の欧米人ためだけに活動していると考え、多額の税金の支出は不適当と主張した。ところが、いよいよ交響楽隊の解散が現実となったとき、「欧米人が運営していたオーケストラを、日本人がつぶせば日本人の面目が立たない」という議論が出現する。その結果、1942年6月から日本側によって「上海音楽協会交響楽団」と改称されて演奏活動を続けることになった。協会役員には川喜多長政、福田千代作らが名を連ね、工部局交響楽隊ヴィオラ奏者の高木辰男も職員として加わった。
ひとたび「お別れコンサート」まで開いた楽団が、ほとんど改組されることなく活動を続けられたのは、団員の多くが「中立国人」である白系ロシア人とユダヤ人だったことも理由の一つである。この時代、工部局に運営されていたときと同じく、週１回のペースで定期演奏会を行っている。夏は、虹口公園やフランス租界の顧家宅（クサカ）花園（現；復興公園）で野外コンサートを行った。秋から春にかけてはフランス租界のライシャムシアターで演奏した。英米人がいなくなった街では、新たな聴衆を開拓する必要があるため、それまで英語のみだったプログラムも、日本語と中国語でも印刷されるようになった。しかし、一般の日本人は、抗日テロに巻き込まれることをおそれ租界中心部には出てこなかったため、聴衆のほとんどは中国人とロシア人になった。

## 朝比奈隆と上海音楽協会交響楽団
1943年指揮者朝比奈隆は、外務省（当時大東亜省）に上海行きを命ぜられ、12月8日に「大東亜戦争二周年記念演奏会」を皮切りに、約2か月にわたり定期演奏会を指揮した。「日本人にもオーケストラを振ることができる」ことを団員にも聴衆にも見せつける必要があったためである。日本でユダヤ系ロシア人であるエマヌエル・メッテルに学んだ朝比奈は、団員の受けも良かった。朝比奈は週一回の定期演奏会を指揮し、当時の上海音楽協会交響楽団のことを「事務局に日本人が1人いるだけで、楽団員にはロシア人とイタリア人が主力で、ドイツ人、フランス人やユダヤ人もいる。バイオリンのトップはイタリア人でチェロとコントラバスはロシア人、ホルンと木管楽器は全部イタリア人、金管楽器は全部ロシア人という理想的な人員構成の優秀なオーケストラだった」と回想している。

## 李香蘭と上海音楽協会交響楽団
太平洋戦争末期の1944年10月、上海新聞連合会、工商連合会、市民福利協会などが合同して、「英米艦隊駆逐祝賀会」が行われ、上海音楽協会交響楽団が、日本から呼び寄せられた服部良一指揮で演奏した。一方で、中国人市民は長い戦争に倦み疲れ、日々の憂さを吹き飛ばしてくれるような「明星」（スター）を求めていた。そこで日本側は、人々に広く愛された李香蘭のヒット曲「夜来香」を用いて、「夜来香（イエライシャン）ラプソディー」を企画した。服部が「夜来香」をシンフォニック・ジャズにアレンジし、上海交響楽団をバックに歌わせた。1945年には「上海市政府交響楽団」に改称し、同年6月に映画館「大光明大戯院」（グランドシアター）で開かれた音楽界は連日超満員となり、熱狂した中国人聴衆が、曲中の李のセリフに誘われ、舞台の上に上がってくるほどだった。

## 中華人民共和国成立後
1949年の中華人民共和国成立後は「上海市人民交響楽団」に改称されたが、1956年12月に現在の「上海交響楽団」となった。
2014年9月に上海交響楽団の新しいコンサートホール（上海交響楽団音楽庁）が完成した。地下4階、地上2階建てで、メインホールは1200席を有する。設計は豊田泰久と磯崎新。

## 歴代指揮者
- ジャン・レミュザ（1879～1907年)
- ルドルフ・バック（1907～1919年)
- マリオ・パーチ（1919～1942年)
- アリーゴ・フォア（1942～1945年)
- 黄胎鈞（1953～1983年)
- 陳燮陽（1984～2006年頃)
- ロン・ユー（余隆）（2009年～ )

## 関連書
- 榎本泰子 『上海オーケストラ物語 西洋人音楽家たちの夢』（春秋社 2006）
- 井口淳子『亡命者たちの上海楽壇』（音楽之友社 2019）